# Циферблат
Цифербла́т (нем. Zifferblatt, от Ziffer — «цифра» и Blatt — «полоса, лист») — панель часов с цифрами; пластина с делениями, обозначающими часы, минуты или иные единицы измерения, и с проставленными под ними цифрами (в часах и других измерительных приборах, например, в секундомерах).
В солнечных часах, в зависимости от типа и расположения плоскости, на которую отбрасывается тень стержня, различаются экваториальные, горизонтальные и вертикальные циферблаты.
Современные часы имеют номера от 1 до 12, напечатанные в равноотстоящих интервалах по периметру циферблата (указывающих час), с числом 12 в верхней части. На многих моделях есть шестьдесят точек или линий, равномерно распределённых в кольце вокруг внешней стороны, для указания минут и секунд.

## Галерея
- Настенные часы, показывающие время на 10:09
- «12:14» как в стрелочном, так и в числовом представлении. В стрелочных часах минутная стрелка находится на отметке «14 минут», а часовая стрелка перемещается с «12» на «1» — это показывает время 12:14
- Настенные часы судовой радиорубки в эпоху беспроводного телеграфа показывают «10:09» и «36 секунд». Зелёная и красная заштрихованные области обозначают трёхминутные периоды, в течение которых поддерживалось радиомолчание для облегчения прослушивания сигналов бедствия на частотах 2182 и 500 кГц соответственно
- Вращающийся циферблат XV века, Церковь Святой Марии, Гданьск, Польша
- Французские десятичные часы (с 24 стандартными часами, включёнными снаружи)
- Современные кварцевые часы с 24-часовым циферблатом
- Простые 24-часовые часы, показывающие приблизительное положение солнца